# Kugaaruk
Kugaaruk (tidigare Pelly Bay; inuktitut: ᑰᒑᕐᔪᒃ) är ett samhälle beläget vid Boothiabukten, i Kitikmeot i det kanadensiska territoriet Nunavut. Befolkningen uppgick år 2016 till 933 invånare. Pelly Bay Airport ligger nära samhället.